# Herbert Backe

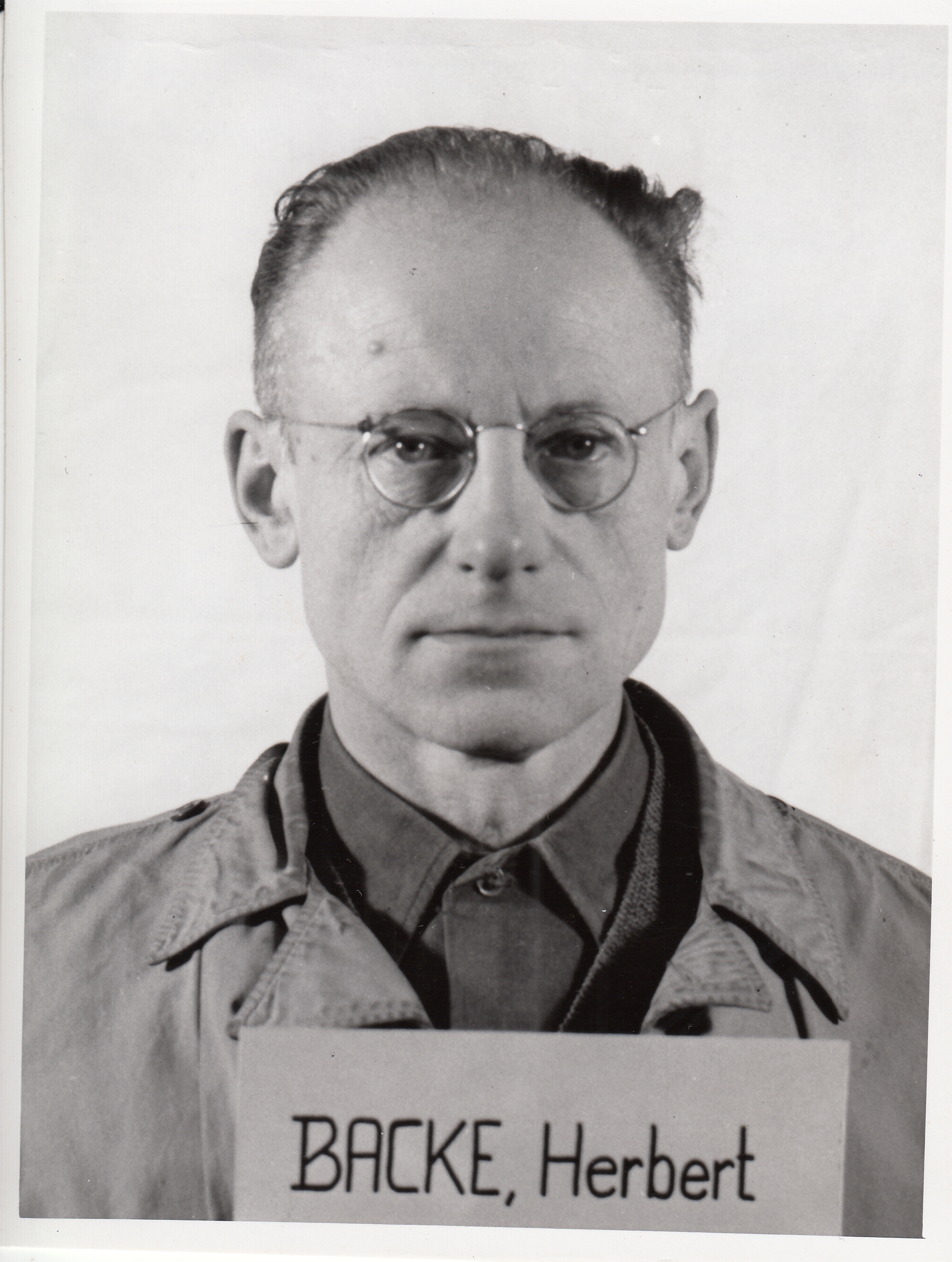
Po schwytaniu przez aliantów

Herbert Ernst Backe (ur. 19 kwietnia?/1 maja 1896 w Batumi, zm. 6 kwietnia 1947 w Norymberdze) – minister III Rzeszy do spraw Wyżywienia i Gospodarki Rolnej oraz SS-Obergruppenführer. 

## Życiorys
Urodzony w Batumi na Kaukazie, był synem niemieckiego kolonisty. W latach 1905–1914 uczęszczał do gimnazjum w Tbilisi, ale po wybuchu I wojny światowej został internowany (do 1918) przez władze rosyjskie, to doświadczenie w połączeniu z jego obserwacją przebiegu rewolucji październikowej sprawiły, że stał się zdeklarowanym antykomunistą. Po zakończeniu wojny wyjechał do Niemiec, gdzie rozpoczął studia na Uniwersytecie w Getyndze. Następnie od 1923 pracował jako asystent w Wyższej Szkole Technicznej w Hanowerze. Członek NSDAP, SA i SS.
Od października 1933 do maja 1942 był sekretarzem stanu w Ministerstwie Wyżywienia i Gospodarki Rolnej. W 1934 był pomysłodawcą maksymalnego zwiększenia produkcji rolniczej (Erzeugungsschlacht) i zmniejszenia importu żywności. W 1936 został komisarzem do spraw wyżywienia w komisji Planu Czteroletniego. Od 23 maja 1942 z nominacji Alfreda Rosenberga został zarządcą Ministerstwa Wyżywienia i Gospodarki Rolnej na obszarze Komisariatu Rzeszy Ukraina, gdzie był głównym odpowiedzialnym za wdrożenie „planu głodowego”, który zabezpieczał dostawy żywności na front wschodni. Zdaniem historyka Timothy’ego Snydera skutkiem jego polityki była śmierć 4,2 mln ludzi na okupowanych przez Niemcy terytoriach wschodnich. W okresie II wojny światowej należał także do sztabu RuSHA.
Schwytany przez aliantów pod koniec wojny, miał zostać jednym z oskarżonych w tzw. procesie ministerstw (był to jeden z procesów norymberskich przed amerykańskimi Trybunałami Wojskowymi). Uniknął procesu, popełniając samobójstwo w celi więzienia 6 kwietnia 1947 w Norymberdze.